# جزایر مرکوری
جزایر مرکوری (به لاتین: Mercury Islands) یک مجمع‌الجزایر و جزیره در نیوزیلند است که در وایکاتو واقع شده‌است.